# Sarcophaga serrata
Sarcophaga serrata är en tvåvingeart som beskrevs av Ho 1938. Sarcophaga serrata ingår i släktet Sarcophaga och familjen köttflugor. Inga underarter finns listade i Catalogue of Life.